# Детектор лжи (телепередача)
«Дете́ктор лжи» — психологическая телеигра, выходившая с 2010 по 2012 год на «Первом канале», в котором участники не должны говорить ничего, кроме правды. Является российским аналогом колумбийского шоу Nada más que la verdad компаний Shine International и Lighthearted Entertainment. Премьера состоялась 24 июля 2010 года. На Первом канале шоу вёл журналист и телеведущий — Андрей Малахов. Неизменный главный приз — 1 миллион рублей. Последний выпуск демонстрировался в эфире 3 июля 2012 года. С 4 июля по 9 августа 2012 года транслировались повторные выпуски программы.
В 2021 году права на адаптацию шоу приобрёл телеканал «Пятница!». Оно вышло 8 февраля 2022 года под названием «Детектор». Ведущим стал психолог Марк Бартон.

## Правила игры
Перед игрой участник проходит испытания на детекторе лжи. Ему задают 80 вопросов (начиная с 14-го выпуска — 23.10.2010; с 1-го по 13-й выпуски — 60 вопросов), во время ответов на которые состояние человека фиксируется детектором.
На игру участник приходит со своими родными и знакомыми людьми, которые сидят на диване. Сам участник садится в кресло. Из 80 вопросов отбирается 21. Именно эти вопросы прозвучат в течение игры. Чтобы заработать деньги, участник должен давать честные ответы на все вопросы. Разрешается отвечать только да или нет.
Вопросы сгруппированы в 6 блоков, каждый из которых имеет свою стоимость.
1 блок из первых 6 вопросов — 50000 руб, 2 блок с 7 по 11 вопрос — 100000 руб, 3 блок с 12 по 15 вопрос — 250000 руб, 4 блок с 16 по 18 вопрос — 500000 руб, 5 блок имеет только 19 и 20 вопрос — 750000 руб, финальный 21 вопрос даёт возможность разбогатеть участнику на 1000000 руб.
Ответив правдиво на все вопросы блока, человек получает соответствующую сумму. Каждый следующий блок содержит более сложные с точки зрения психологии вопросы, однако количество самих вопросов уменьшается, а стоимость блоков растёт:
Стоимость блоков с 24 июля 2010 по 5 февраля 2011 года:
| Блок | Вопросов в блоке | Стоимость                             | Стоимость              |
| Блок | Вопросов в блоке | с 24 июля 2010 по 5 февраля 2011 года | с 12 февраля 2011 года |
| ---- | ---------------- | ------------------------------------- | ---------------------- |
| 6    | 1                | 1 000 000 руб.                        | 1 000 000 руб.         |
| 5    | 2                | 750 000 руб.                          | 500 000 руб.           |
| 4    | 3                | 500 000 руб.                          | 300 000 руб.           |
| 3    | 4                | 250 000 руб.                          | 200 000 руб.           |
| 2    | 5                | 100 000 руб.                          | 100 000 руб.           |
| 1    | 6                | 50 000 руб.                           | 50 000 руб.            |

В «Детекторе лжи» на Первом канале, если участник отвечает неправду (детектор фиксирует это командой «Ложь») на любом вопросе, то все заработанные им деньги сгорают и он покидает игру ни с чем (в перезапуске на «Пятнице» появилось право на одну ложь). Тем не менее у него есть право закончить игру в любой момент и забрать деньги, но до того, как будет задан вопрос. Если вопрос прозвучал, участник обязан на него ответить.
Группа поддержки имеет право один раз за игру нажать красную кнопку. Этим решением они просят заменить текущий вопрос (например, если не хотят слышать ответа на заданный, либо если участник сильно затрудняется с ответом).
С 12 февраля 2011 года в студии присутствуют два психолога и комментируют ответы участников, а также изменена стоимость блоков с 12-го по 20-й вопрос.
Все вопросы в игре касаются профессиональной и личной жизни человека и специально отбираются редакторами на основе биографии человека. Кандидаты проходят кастинг, потом — собеседование у психолога, и затем, после подписания контракта, — проверку на полиграфе. Перед съёмкой приглашённых гостей — родственников и знакомых игрока просят эмоционально реагировать на вопросы. Вопросы в передаче подбираются специально, чтобы задеть кого-нибудь из них.
По сообщениям в СМИ, «выигранные» деньги участникам обещают выплатить лишь через несколько месяцев.
Проект готовила редакторская группа программы «Пусть говорят».

## Победители
- Наталья Шевченко, выигрыш 1 миллион рублей, эфир — 2 октября 2010 года[5][6].

## Крупные выигрыши
- Александр Яблочкин, выигрыш 500 000 рублей, эфир — 3 сентября 2010 года[7];
- Дмитрий Ефименко, выигрыш 500 000 рублей, эфир — 11 сентября 2010 года[8];
- Валерий Литвинов, выигрыш 500 000 рублей, эфир — 9 октября 2010 года[9];
- Анастасия Насиновская, выигрыш 750 000 рублей, эфир — 4 декабря 2010 года[10].

## Критика
По сообщению «Комсомольской правды», профессиональные полиграфологи сделали следующие выводы о способе применения детектора лжи в передаче:
- Участников тестируют в некорректных условиях. Полиграфолог и испытуемый должны находиться один на один, иначе человек испытывает волнение, из-за чего эмоциональный фон непригоден для проверки.
- Вопросы сформулированы некорректно, в частности — вопросы, сформулированные в сослагательном наклонении.
- Можно установить факт измены. Факт любви — нельзя. Как сказал эксперт Юрий Наместников: «если бы ко мне пришли с просьбой проверить на полиграфе „любит — не любит“ — я бы не взялся ни за какие деньги. Это установить на полиграфе невозможно!»

В статье в «Аргументы и факты» было высказано мнение:

Смехотворными и даже карикатурными кажутся все эти чеховские паузы, имитация испуга и стыда, демонстрируемые героями, заранее знающими вопросы, на которые им придётся давать ответы? К тому же у производителей шоу есть возможность подтасовать результат. Ведь они заранее знают, где человек был честен, а где соврал. И всегда есть соблазн дать возможность герою приблизиться к заветному миллиону, скомпилировав его 20 «честных» ответов, и отправить его ни с чем домой, потому что финальный, 21-й, или 18-й ответ (это, чтобы держать интригу) окажется «лживым».

## Пародии
- 21 ноября 2010 года программа была спародирована в передаче «Большая разница» на Первом канале[12].

## Факты
- С 24 июля 2017 по 13 августа 2022 года на Первом канале выходило ток-шоу «На самом деле», отчасти напоминающее программу «Детектор лжи», но без игровой составляющей в отличие от программы «Детектор лжи».